# قطب نشین مریخ
قطب‌نشین مریخ، (به انگلیسی: Mars Polar Lander)، که به نام فرودگر نقشه‌بردار مریخ '۹۸ نیز شناخته شده، یک فرودگر و کاوشگر رباتیک ۲۹۰ کیلوگرمی است که توسط ناسا در تاریخ ۳ ژانویه ۱۹۹۹ به منظور مطالعهٔ خاک و آب و هوای دشت‌های قطب جنوب مریخ، (به لاتین: Planum Australe) که منطقه‌ای در نزدیکی قطب جنوب در مریخ است به فضا پرتاب شد. این بخشی از برنامهٔ جامعِ نقشه‌برداری از سطح مریخ بود. با این حال، در تاریخ ۳ دسامبر ۱۹۹۹، در حالی که انتظار می‌رفت که فازِ قابل توجهی از این مأموریت کامل شود، کاوشگر موفق به برقراری ارتباط مجدد با زمین نشد. تجزیه و تحلیل‌های پس از روی‌داد بر این باورند که محتمل‌ترین عاملِ این روی‌دادِ ناگوار پایان‌دهیِ زودهنگام به کار موتور پیش از رسیدن کاوشگر به سطح مریخ، و در نتیجه، برخورد کاوشگر به سیاره با سرعت بیش از انتظار بوده‌است.